# Extraños invasores
Extraños invasores (título original: Strange Invaders) es una película de ciencia ficción estadounidense de 1983, que fue dirigida y coescrita por Michael Laughlin y que fue protagonizada por Paul Le Mat, Nancy Allen y Diana Scarwid.

## Argumento
En 1958 la ciudad de Centerville, Illinois, fue invadida durante una noche por una raza de extraterrestres que llegó a bordo de una nave espacial. Los invasores podían disparar rayos láser de sus ojos y manos, y reducir a los humanos a orbes azules brillantes "cristalizados". Asumieron la forma de los humanos que fueron capturados o asesinados.
Veinticinco años después, el profesor universitario Charles Bigelow de la Universidad de Columbia en Nueva York, se entera de que su exesposa tiene que ir a Centerville para asistir al entierro de su madre y, para ese propósito, ella deja a su hija con su exmarido. Más tarde se entera de que ella ha desaparecido mientras asistía a ese funeral y decide por ello ir a Centerville para encontrarla. Allí los alienígenas intentan capturarlo, pero él consigue escapar.
Decidido a investigar el acontecimiento, encuentra una foto de un extraterrestre en una revista sensacionalista, la cual fue introducida por la periodista Betty Walker, que la encontró por casualidad. Pronto ambos son perseguidos por esos extraterrestres, por lo que tienen que luchar juntos por sobrevivir. Adicionalmente, Bigelow encuentra otra vez a Margaret, quien ahora se revela como una de los extraterrestres. Ella advierte a Bigelow que esconda a Elizabeth, su hija híbrida humanaextraterrestre, para protegerla de los extraterrestres que quieren llevarla a su mundo natal, algo que quiere evitar.
Los extraterrestres consiguen raptarla a ella y a Elizabeth, y neutralizar además a Walker, pero Bigelow, que consigue regresar a Centerville, y Elizabeth, que muestra similares aptitudes que los demás alienígenas, consiguen escapar de la nave alienígena que aparece con la ayuda de su exmujer, la cual se lleva a los extraterrestres que llegaron después de haber estado 25 años en la Tierra, como habían planeado desde el principio para analizarlo. Después de ello las orbes azules de la gente del pueblo se transforman de nuevo en sus formas humanas originales, mientras que Margaret debe irse con ellos. Walker también regresa y ella y Bigelow se enamoran después de los acontecimientos.

## Reparto
- Paul Le Mat - Charles Bigelow
- Nancy Allen - Betty Walker
- Diana Scarlwid - Margaret Newman Bigelow
- Michael Lerner - Willie Collins
- Louise Fletcher - Sra. Benjamin
- Lulu Sylbert - Elizabeth Bigelow
- June Lockhart - Sra. Bigelow
- Wallace Shawn - Earl
- Fiona Lewis - Camarera
- Kenneth Tobey - Arthur Newman

## Recepción
El País describe la producción cinematográfica como una película con tono de los clásicos de serie B de los años cincuenta de extraterrestres invasores, pero en resultados y calidad peores. Finalmente la película también fue un fracaso taquillero.